# تمالوس
بلدية  تمالوس تنتمي إلى دائرة تمالوس بولاية سكيكدة يحدها شمالا البحر الأبيض المتوسط وشرقا بلدية عين الزويت وبوشطاطة وغربا بلدية الكركرة وبين الويدان وجنوبا بلدية سيدي مزغيش وأم الطوب. وهي بلدية تعدادها السكاني حوالي 81 ألف نسمة، وهي مدينة فلاحية بالدرجة الأولى كما تنتشر فيها أشجار الزيتون وزراعة الفراولة.

## الجغرافيا والسكان
تمالوس مدينة ساحلية تطل على البحر الأبيض المتوسط وتحدها بلدية عين الزويت و بوشطاطة من الشرق و من الغرب بلدية الكركرة وبين الويدان وجنوبا بلدية أم الطوب وسيدي مزغيش يبلغ عدد سكان تمالوس حوالي 81 ألف نسمة

## السياحة والاقتصاد
تزخر مدينة تمالوس بعدة شواطئ منها واد بيبي و واد طنجي و زقور تستقطب السياح من العديد من الولايات خصوصا الداخلية مثل قسنطينة كما يمارس السكان المحليين نشاط الزراعة و اهمها زراعة الفراولة و الفواكه الموسمية وإنتاج زيت الزيتون بالإضافة إلى تربية المواشي